# Marion Stein
Maria Donata Nanetta Paulina Gustava Erwina Wilhelmine Stein, CBE (18 de octubre de 1926-6 de marzo de 2014), conocida como Marion Stein, y estilizada por matrimonio como Marion Lascelles, condesa de Harewood, y luego Marion Thorpe, fue una pianista austro-británica.

## Carrera
Nacida en Vienna, Stein era de ascendencia judía, la hija de Sophie Bachmann y el músico Erwin Stein. Se mudó al Reino Unido poco antes del comienzo de la Segunda Guerra Mundial. Asistió al Royal College of Music y se hizo buena amiga del compositor Benjamin Britten. Para 1949, como condesa de Harewood, y con el patronazgo de su suegra, María del Reino Unido, Stein fue la encargada de la Harewood House, a norte de Leeds, y se dedicó a organizar eventos.
En marzo de 1950, creó una fiesta de gala inspirada en la opera para ayudar a la English Opera Group de Britten, con Frederick Ashton y Moira Shearer bailando tango y Façade. En septiembre de 1950, salió a luz que estaba embarazada y "planeaba asistir cada noche" al Leeds Triennial Musical Festival que contaba con la actuación de Britten. Fundó en 1961 (junto a Fanny Waterman) la Leeds International Piano Competition. También colaboró con Fanny Waterman en Piano Lessons.
En 1973, apareció en Desert Island Discs y fue panelista en Face the Music.

## Vida personal
Stein contrajo matrimonio dos veces, y en ambas ocasiones con figuras prominentes de la sociedad británica.
Su primer esposo fue George Lascelles VII conde de Harewood, con el que se casó el 29 de septiembre de 1949. La pareja se conoció en el Aldeburgh Festival. Lord Harewood, hijo de María del Reino Unido, fue el nieto de Jorge V, el sobrino de los reyes Eduardo VIII y Jorge VI, y primo de Isabel II del Reino Unido. Marion ganó el título de condesa de Harewood. Tuvieron tres hijos:
- David Lascelles (nacido el 21 de octubre de 1950)
- James Lascelles (nacido el 5 de octubre de 1953)
- Jeremy Lascelles (nacido el 14 de febrero de 1955)

En 1959, existían ya serios problemas en el matrimonio. Harewood había comenzado una relación con Patricia Tuckwell, pero Stein rechazó la idea del divorcio hasta 1967, para aquel entonces Harewood tuvo un hijo con Tuckwell. El adulterio de George y el posterior matrimonio le hicieron ser apartado de la sociedad por un tiempo, y tan solo diez años antes era invitado a todos los eventos de la Familia Real.
Stein se casó con su segundo esposo, Jeremy Thorpe, el 14 de marzo de 1973. Thorpe era Miembro del Parlamento y líder del Partido Liberal. Su primera esposa, Caroline, había muerto en un accidente automovilístico en 1970. Thorpe estuvo implicado en un escándalo sexual a finales de los setenta. Stein defendió y apoyó a su marido durante todos estos sucesos y durante el juicio que lo siguió. A mediados de los 80s, Thorpe fue diagonisticado con Enfermedad de Parkinson. Hacia finales de su vida, ella también tuvo problemas de movilidad.
Marion Thorpe murió el 6 de marzo de 2014 a los 87 años. Su marido vivió nueve meses más, muriendo el 4 de diciembre.
En la miniserie de televisión, A Very English Scandal, que reprodujo el escándalo de su marido, fue interpretada por Monica Dolan.